# Høvdin
För andra betydelser, se Høvdin (olika betydelser).

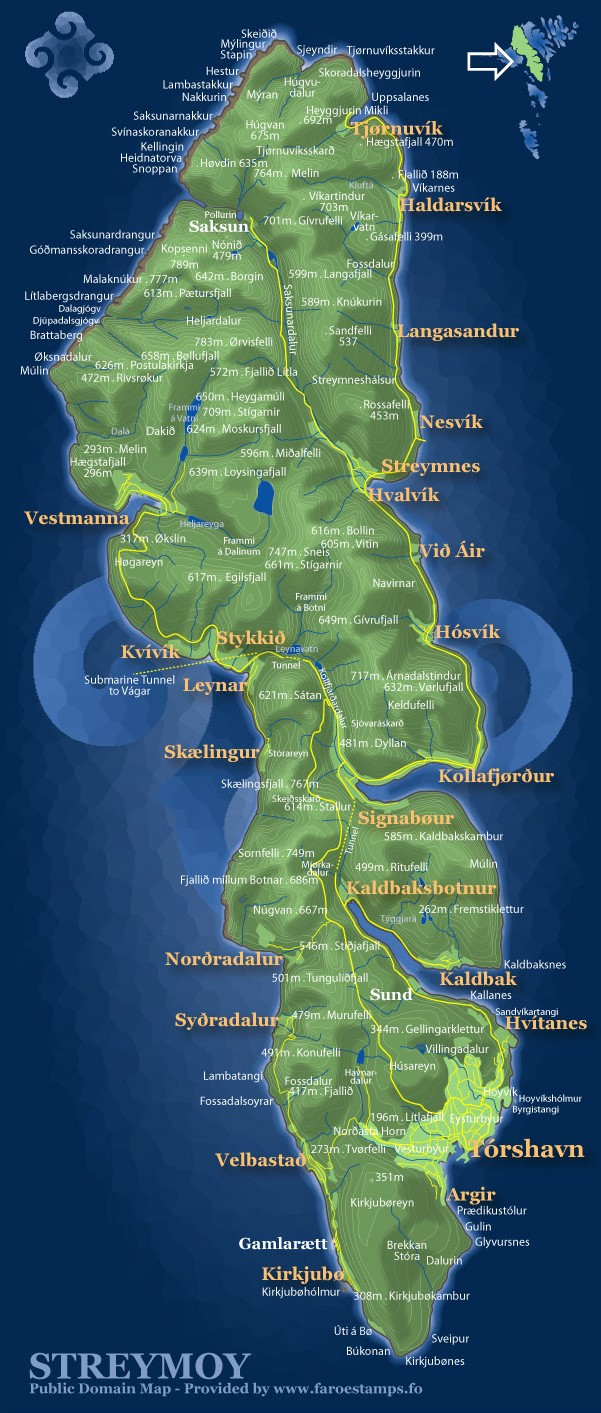
Karta över Streymoy med Heyggjurin Høvdin utmärkt

Høvdin är ett mindre berg på ön Streymoy, huvudön i ögruppen Färöarna. Berget högsta topp är belägen 635 meter över havet. Berget ligger på den norra delen av ön, nära den västra kusten, nära samhället Saksun.